# 右近 (歌人)
右近（日语：／ Ukon */?，910年—964年）是日本平安時代中期女房和歌人，藤原南家出身，其父是藤原季繩。她是女房三十六歌仙和《百人一首》歌人之一，有9首作品收錄於敕撰和歌集。

## 生平
按《尊卑分脈》記載，右近是藤原千乘之女，藤原季繩之妹，並且同時稱有些版本指她是季繩之女，《大和物語》亦記載她是季繩之女，《敕撰作者部類》則記載其父是右近少將藤原季綱，從時期來推測的話季繩較有可能是其父，以此觀點來說從五位下右少辨藤原扶樹和從五位下中務少丞藤原嘉令是她的兄弟。右近本身則是女房名，取自於季繩的官職右近衛少將。此外，她擔任醍醐天皇的中宮藤原穩子的女房，另外按《大和物語》和《拾遺和歌集》等記載，年輕的她在朱雀天皇和村上天皇在位時與元良親王、藤原敦忠、藤原師輔、藤原師氏、藤原朝忠和源順等人雖然都有過戀愛關係，但是全部無疾而終，在穩子死後她可能轉為擔任天皇的女房。

## 和歌
- 《百人一首內 右近》
- 《小倉擬百人一首》右近 俊寬

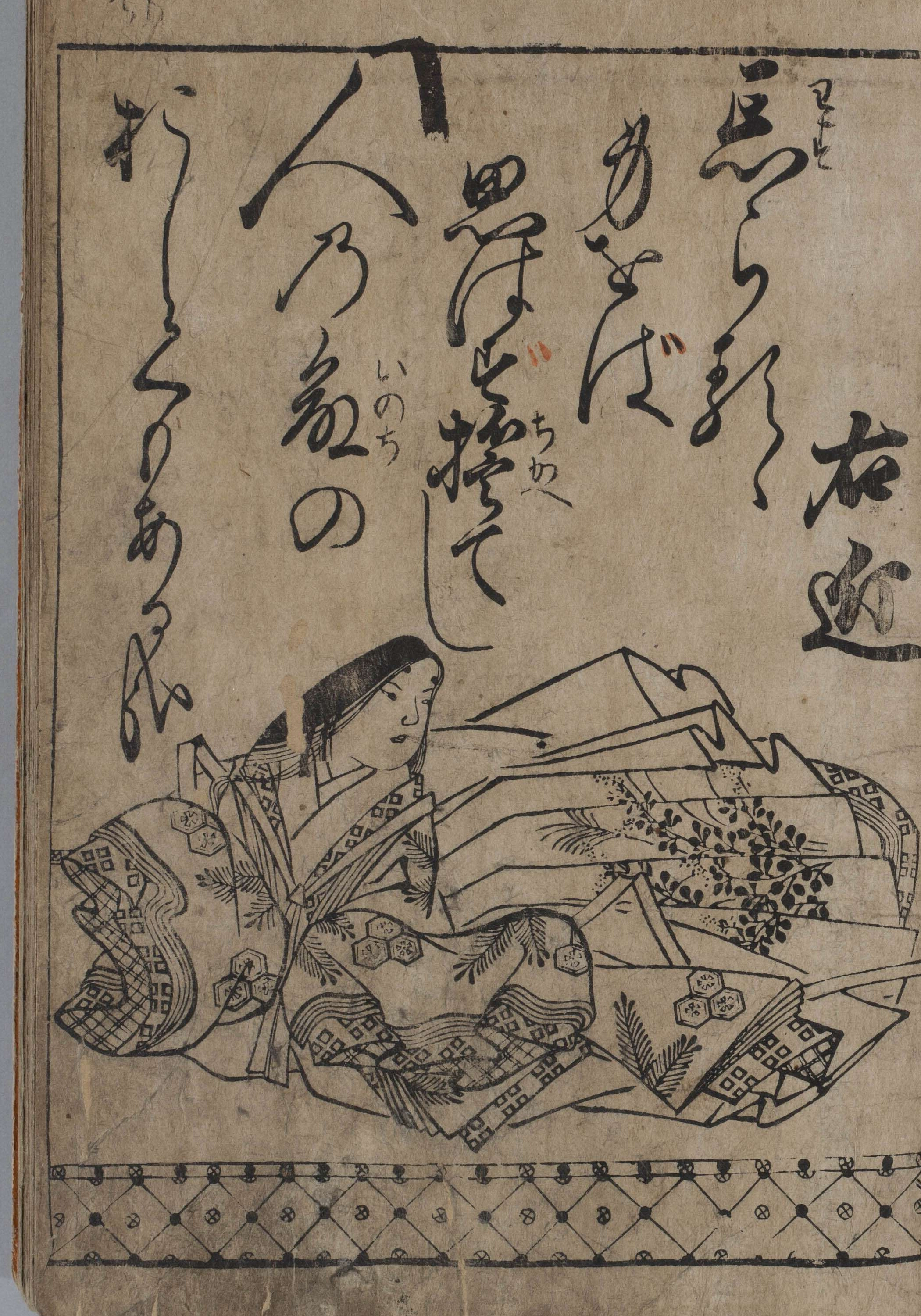
《小倉百人一首》右近
菱川師宣繪本

右近總共有9首作品收錄敕撰和歌集，其中五首收錄於《後撰和歌集》、三首收錄於《拾遺和歌集》以及一首收錄於《新敕撰和歌集》。她在天德四年內裏歌合擔任方人，另外也有參加應和二年內裏歌合和康保三年閏八月十五夜內裏前栽合，除此之外在《大和物語》則收錄了她5首作品。此外，她在源順、清原元輔和大中臣能宣的家集中也有記載道她的名字。《百人一首》入選作是：
| 《新編國歌大觀》版本 | 全日本歌牌協會版本 | 嵯峨嵐山文華館版本 | 中譯                                        |
| -------------------- | ------------------ | ------------------ | ------------------------------------------- |
|                      |                    |                    | 有誓遭遺忘 無暇顧自身 別來無恙乎 戀戀猶念君 |

這首和歌收錄於《拾遺和歌集》卷十四「戀四」，《新編國歌大觀》編號是870，詞書是「題不知」（題しらず）:83，《大和物語》第84段中則記載為同一名女性對於男性她說我不會忘記妳，在他忘記了自己許下的各種具體的誓言後，她跟他這樣說」（おなじ女、男の「忘れじ」と、よろづのことをかけてちかひけれど、忘れにけるのちにいひやりける），末段則提到對方沒有回應（返しは、え聞かず）。此歌收錄於藤原定家的《八代抄》、《八代集秀逸》、《五代簡要》以及藤原公任的《拾遺抄》。解讀上主要分為贈答歌和獨詠歌，根據《大和物語》的配置，贈答歌的對象應該是藤原敦忠，有著諷刺寡情薄義的男性的意思，獨詠歌的話則有著擔心寡情薄義的男性會遭天譴的意思，《宇比麻奈備》形容此歌為偽善，《宗祇抄》和二條派則解讀為就算女性在被背叛後依然心繫對方。根據吉海直人的說法，此歌從贈答歌轉變為獨詠歌後，讓原本屬於在社交場合上的玩味作品變成右近個人的感嘆，再昇華成女房被逼迎合貴族的公子哥兒去玩戀愛這場遊戲的悲嘆宿命。此外，定家有一首作品以此歌為本歌取，收錄於其家集《拾遺愚草》（《新編國歌大觀》編號1978）。
開首的的意思是被忘記，指被對方忘記的作者。其中，是四段動詞的未然形，則是受身的助動詞的連體形。第二句中的「身」是指自己，原本是強調的係助詞，在前面是格助詞時才變成濁音，是否定的助動詞，可以解讀成終止形或連用形，當成終止形的話是二句切，意思是在放棄的同時對於男性的性命堪虞感到惋惜，連用形的話則變成是不但對於被遺忘一事置之不理，亦同時反省自己愚蠢地許下的愛的承諾。第三句的意思是男性一方曾經向神明許下永不變心，一直都會愛作者，其中的是結束的助動詞的連用形，有強調的意思，則是表達過去意思的助動詞的連體形，與緊接的人連結起來。第四句的人是指男性一方，意思是背叛本身是打破了對神明的誓言，因此會遭到神罰而死。末句的的意思是對此感到惋惜，與（不這樣想）形成對比，是指作者對男性一方的濃濃愛意導致其無法接受失去對方的心情，從而表達出強烈渴望對方能夠免於一死的意思，是強調的係助詞，是感嘆的終助詞，本身是連體形，也有可能是補助動詞。另外，伊勢的《百人一首》入選作也是以表達這種感情為主，不過更為強勢。此外，《源氏物語》「明石」卷中提到光源氏在事隔兩年回到京都後對紫之上說了明石之女的事，便以此歌的第二句來回應。

### 註解
1. ↑  長澤美津（日语：長沢美津）推測右近大概生於910年，並且生存至964年之後[1]。
2. ↑  詞書是指該和歌的主題和寫作動機等相關事宜[12]，題不知則是指相關事宜不明，亦有可能是因為沒有記錄的價值而省略掉[13]。
3. ↑  贈答歌是指兩人之間互相通過和歌來溝通[15]。